# تيد ديبياسي

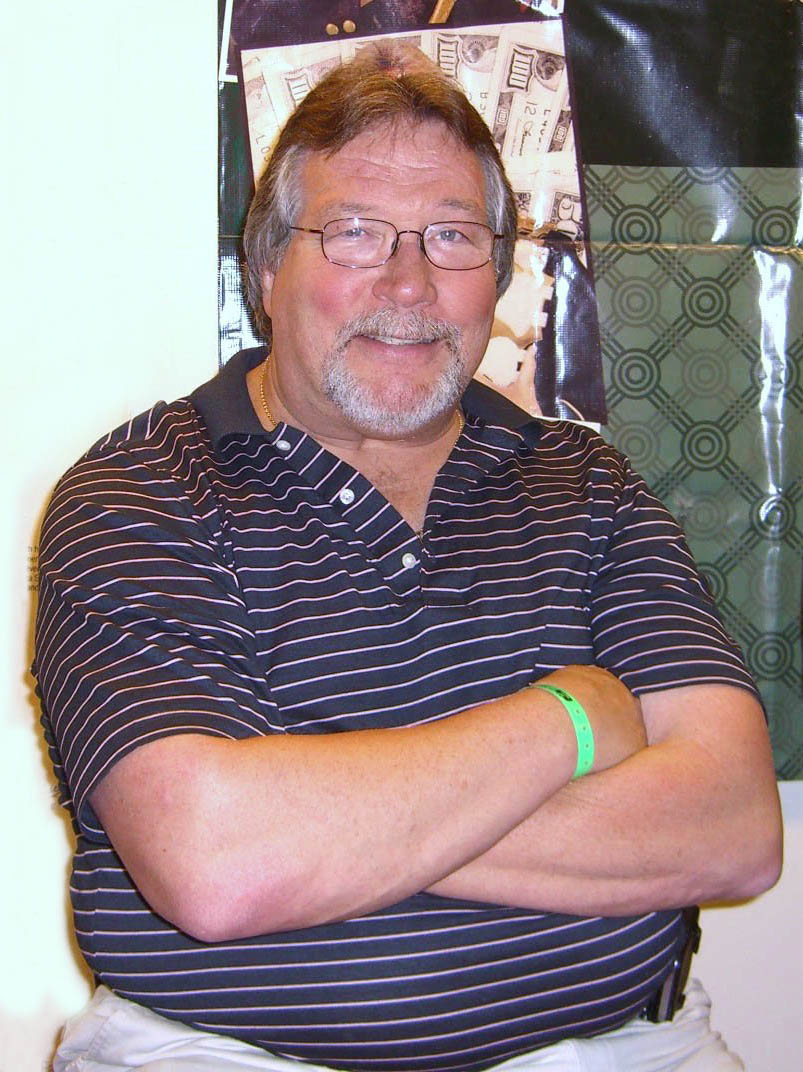
تيد ديبياسي

تيد ديبياسي (بالإنجليزية: Ted DiBiase), هو مصارع أمريكي من مواليد أوماها في 18 يناير 1954 اسمه الحقيقي هو ثيودور مارفن ديبياسي من بين الأسماء التي اشتهر بها اسم رجل المليون دولار كان أول ظهور له في يونيو 1975 من أبرز البطولات التي فاز بها لقب ملك الحلبة عام 1988.

## نشأته
أبيه الحقيقي كان مصارع اسمه هيلين هيلد، وأبيه بالتبني كان أيضاً مُصارعاً اسمه «أيرون مايك» ديبياسي والذي توفي على الحلبة وكان عمر تيد حينها خمسةَ عشر عاماً، انتقل تيد إلى مدينة صغيرة في أريزونا ليعيش مع جده وجدته، وبعد أن تخرج من الجامعة، بدء حياته في المصارعة.

## روابط خارجية
- تيد ديبياسي على موقع IMDb (الإنجليزية)
- تيد ديبياسي على موقع قاعدة بيانات الفيلم (الإنجليزية)
- تيد ديبياسي على موقع دبليو دبليو إي (الإنجليزية)
- تيد ديبياسي على موقع WrestlingData.com (الإنجليزية)
- تيد ديبياسي على موقع CageMatch worker (الإنجليزية)
- تيد ديبياسي على موقع قاعدة بيانات المصارعة على الإنترنت (الإنجليزية)
- تيد ديبياسي على موقع عالم المصارعة على الإنترنت (الإنجليزية)